# Govnarji
Govnarji (Panaeolus) so rod majhnih saprofitnih gliv prostotrosnic z lističi in črnimi trosi. Beseda panaeolus izhaja iz grščine in pomeni raznobarven, kar se nanaša na lisaste lističe zaradi neenakomernega dozorevanja trosov.

## Značilnosti
Kot nam pove že njihovo slovensko ime, Govnarji uspevajo direktno na živalskem gnoju ter na dobro pognojenih travnikih in so razmeroma pogosta goba kulturne krajine.
Njihovi lističi se ne utekočinijo, kot pri podobnih rodovih tintovcev (Coprinellus) in tintovk (Coprinopsis). Zamenjamo jih lahko tudi za črnivke (Psathyrella), ki pa ponavadi rastejo na lesu ali na zemlji v kateri je dosti lesnih ostankov in imajo krhke, lomljive bete.
Lističi govnarjev so črni ali sivi in so lisasti oziroma pikčasti zaradi tega, ker temni trosi ne dozorevajo istočasno. Trosi so črni in gladki.
Bližnje sorodnice govnarke (Panaeolina) imajo ravno tako lisaste lističe, ki pa so temno rjavi namesto črni in imajo ornamentirane trose. Ta rod nekateri smartrajo za del rodu govnarjev  Panaeolus.

## Uporabnost (Strupenost)
Govnarji se ne uporabljajo v običajni prehrani, se pa nekateri uporabljajo zaradi svojih psihoaktivnih učinkov. Trinajst vrst govnarjev vsebuje halucinogen psilocibin vključno z modrikastim govnarjem (Panaeolus cyanescens) in opasanim govnarjem (Panaeolus cinctulus). 
Vsi člani tega rodu vsebujejo derivate serotonina.

## Seznam govnarjev Slovenije[6]
- beli govnar (Panaeolus antillarum)
- belkasti govnar (Panaeolus leucophanes)
- črnikasti govnar (Panaeolus ater)
- gnojiščni govnar (Panaeolus fimicola)
- koničasti govnar (Panaeolus acuminatus)
- košenični govnar (Panaeolus foenisecii)
- modrikasti govnar (Panaeolus cyanescens)
- obročkani govnar (Panaeolus semiovatus)
- opasani govnar (Panaeolus cinctulus)
- pisani govnar (Panaeolus papilionaceus)
- progasti govnar (Panaeolus reticulatus)
- Rickenov govnar (Panaeolus rickenii)